# Zabajkalski Okręg Wojskowy (ZSRR)
Zabajkalski Okręg Wojskowy (ros. Забайкальский военный округ, ЗабВО) – ogólnowojskowy, operacyjno-terytorialny związek Sił Zbrojnych ZSRR.

## Historia
Utworzony rozkazem Ludowego Komisariatu Obrony nr 079 z 17 maja 1935 na bazie Zabajkalskiej Armijnej Grupy Wojsk Specjalnej Dalekowschodniej Armii odznaczonej Orderem Czerwonego Sztandaru. Sztab znajdował się w Czycie.
W Zabajkalskim OW pozostawały trzy związki operacyjne, jednostki centralnego podporządkowania, wsparcie z powietrza realizowała 23 Armia Lotnicza, a osłonę zapewniał 54 Korpus Obrony Powietrznej.

W 1990 pozostawał w podporządkowaniu Głównego Dowództwa Wojsk Dalekiego Wschodu ze sztabem w Ułan Ude.

W ramach reorganizacji, do 1 grudnia 1998 rozformowano Zabajkalski OW, a obszar i potencjał militarny podzielono pomiędzy Syberyjski i Dalekowschodni OW.

## Struktura organizacyjna
Skład w 1990
- dowództwo Okręgu – Czyta
- 29 Armia
  - 52 Dywizja Zmechanizowana
  - 91 Dywizja Zmechanizowana
  - 245 Dywizja Zmechanizowana
  - 5 Dywizja Pancerna
  - 7 Brygada Rakiet Operacyjno-Taktycznych

- 36 Armia
- 39 Armia
- 150 Dywizja Zmechanizowana
- 49 Dywizja Pancerna
- 12 Dywizja Artylerii
- 182 Brygada Rakiet Operacyjno-Taktycznych
- 382 Brygada Artylerii
- 11 Brygada Desantowo Szturmowa
- 24 Brygada SpecNAZ
- 136 Brygada Łączności
- 101 Brygada Łączności
- 102 Brygada Łączności
- 151 Brygada Inżynieryjna
- Brygada Inżynieryjna
- 162 pułk śmigłowców bojowych
- 174 pułk inżynieryjny
- 232 pułk WRE
- pułk przeciwpancerny

## Oficerowie dowództwa okręgu
dowódcy okręgu
- gen. por. (od 1940) Iwan Koniew: 22 czerwca 1940 (rozkaz LKO nr 0073) - 14 stycznia 1941 (rozkaz LKO nr 0145);
- gen. por. (od 1940) Pawieł Kuroczkin: 14 stycznia 1941 (rozkaz LKO nr 0145) - 19 czerwca 1941 (rozkaz LKO nr 00317);
- gen. por. (od 1940) Michaił Kowalow: 19 czerwca 1941 (rozkaz LKO nr 00317) - ?.

członkowie rady wojskowej
- komisarz korpuśny (od 1940) Dmitrij Gapanowicz: 19 lutego 1939 (rozkaz LKO nr 0069) - 17 lutego 1941;
- komisarz korpuśny (od 1939) Konstantin Zimin: 17 lutego 1941 - ?.

szefowie sztabu
- gen. mjr (od 1940) Jefim Trocenko: 11 lipca 1940 (rozkaz LKO nr 03097) - ?